# 布鲁诺·利马
布鲁诺·利马（西班牙語：Bruno Lima，1996年2月4日—），阿根廷男子排球运动员。他曾代表阿根廷参加2016年和2020年夏季奥林匹克运动会排球比赛，其中2020年奥运会获得一枚铜牌。